# Barbara Stauffacher Solomon
Barbara Stauffacher Solomon, née Barbara Ethel Levé le 5 décembre 1928 à San Francisco (Californie) et morte dans la même ville le 7 mai 2024, est une architecte paysagiste et graphiste américaine reconnue pour la conception de formes graphiques, intérieures à grande échelle, les Supergraphics, et la signalétique extérieure du Sea Ranch dans le comté de Sonoma en Californie,.

## Biographie

### Jeunesse et éducation
Barbara Ethel Levé (Stauffacher Solomon) naît à San Francisco en 1928. Dans sa jeunesse, elle a étudie et travaille en tant que danseuse. Elle étudie également la peinture et la sculpture au San Francisco Art Institute. En 1948, Barbara épouse Frank Stauffacher. En 1956, après la mort de Stauffacher, elle déménage à Bâle, en Suisse, afin d'étudier le graphisme, qui lui paraît plus susceptible d'assurer la stabilité de sa famille, à l'Institut d'Art de Bâle avec Armin Hoffman. Elle étudie par la suite l'architecture à l'université de Californie de Berkeley .
En 1969, elle s’est remariée avec Daniel Solomon, architecte et professeur. Leur fille, Nellie King Solomon, est également artiste et a participé à des expositions avec sa mère.

### Carrière
À son retour à San Francisco, Barbara Stauffacher Solomon conçoit et met en page le programme mensuel du San Francisco Museum of Modern Art et la signalétique de Sea Ranch, pour laquelle elle est récompensée par l'Institut des architectes des États-Unis. De 1970 à 1971, elle est directrice artistique du magazine Scanlan's Monthly.
Elle a été professeure à l'université Harvard et de Yale. Par la suite, elle fonde son propre bureau de graphisme à San Francisco.
En 1995, elle conçoit une grande installation d'art en extérieur appelée « Promenade Ribbon » pour la ville de San Francisco.
En 2002, Barbara Stauffacher Solomon devient membre de la Commission d'Art de la ville de San Francisco .
À partir de 2015, elle travaille en tant qu'architecte paysagiste. Elle réalise des interventions graphiques extérieures à grande échelle.
Elle est aussi l'auteure d’une autobiographie, Why? Why not?.

### Mort
Barbara Stauffacher Solomon meurt le 7 mai 2024 à San Francisco, à l’âge de 95 ans.

## Publications
- Green Architecture: Notes on the Common Ground (Design quarterly 120), 1982
- Green Architecture and the Agrarian Garden, 1989
- Good Mourning California, 1992
- Why? Why Not?, 2013
- Utopia Myopia, 2013